# Sông Nam Định

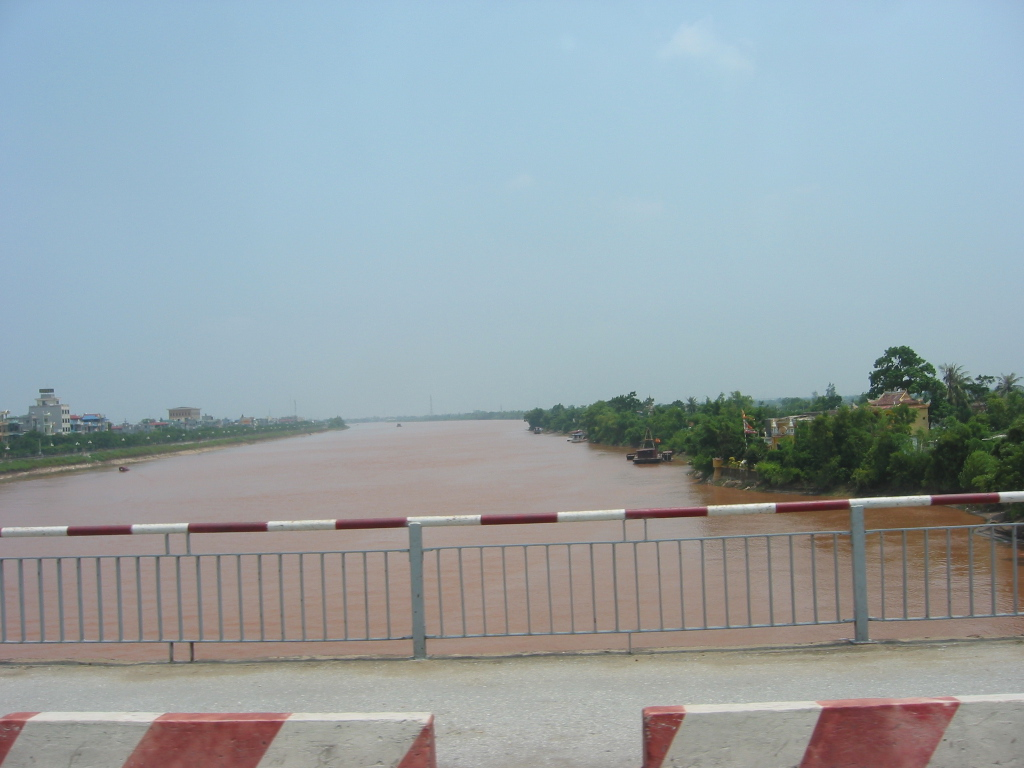
Sông Nam Định nhìn từ trên cầu Đò Quan

Sông Nam Định, với tên khác là sông Đào, là một phân lưu của sông Hồng và phụ lưu của sông Đáy. Nó đưa một phần nước của sông Hồng đổ vào sông Đáy và chảy ra Biển Đông. Toàn bộ chiều dài của sông là 33 km.
Tuy "Nam Định" là tên được sử dụng nhiều trong các bản đồ, song tên phổ biến của nó trong dân gian là "Đào". Có hai giả thuyết về chữ "Đào" trong tên gọi của con sông. Thuyết thứ nhất cho rằng vì đây là sông nhân tạo, do con người đào để nối sông Hồng với sông Đáy nhằm phát triển thủy lợi và giao thông đường thủy. Thuyết thứ hai cho rằng sở dĩ gọi là sông Đào vì nước sông luôn có màu đỏ.
Sông Nam Định chảy trên địa phận tỉnh Nam Định, bắt đầu từ sông Hồng đi theo hướng Nam qua ranh giới giữa thành phố Nam Định và huyện Mỹ Lộc cũ, đi qua thành phố Nam Định, qua ranh giới giữa hai huyện Vụ Bản và Nam Trực, ranh giới giữa hai huyện Ý Yên và Nghĩa Hưng, và đổ vào sông Đáy ở vị trí đối diện xã Khánh Tiên, Yên Khánh, Ninh Bình. Ngoài cầu Tân Phong, cầu Đò Quan và cầu Nam Định ở thành phố Nam Định bắc qua sông, chính quyền tỉnh Nam Định còn đang triển khai dự án cầu Đống Cao nối huyện Ý Yên với huyện Nghĩa Hưng.
Trên sông có cảng Nam Định. Xưa có bến Đò Quan, bến Đò Chè là hai bến sông tấp nập và ga Đò Chè cạnh sông kết nối giao thông thủy, sắt, bộ cho vùng Bắc Kỳ. Cả hai lần Pháp đánh chiếm Bắc Kỳ đều đánh thành Nam Định ngay sau Hà Nội. Lần đầu tiên xâm lược Bắc Kỳ năm 1873, tàu Pháp trên sông Nam Định nã pháo vào Cửa Đông thành Nam Định.